# Lithostege witzenmanni
Lithostege witzenmanni är en fjärilsart som beskrevs av Standfuss 1892. Lithostege witzenmanni ingår i släktet Lithostege och familjen mätare. Inga underarter finns listade i Catalogue of Life.